# Ignaz von Seyfried
Ignaz Xaver, Ritter von Seyfried (ur. 15 sierpnia 1776 w Wiedniu, zm. 27 sierpnia 1841 tamże) – austriacki kompozytor, dyrygent i pedagog.

## Życiorys
Lekcje gry na fortepianie pobierał u W.A. Mozarta i Leopolda Koželuha, kompozycji uczył się u Johanna Georga Albrechtsbergera i Petera von Wintera. W 1792 roku rozpoczął studia prawnicze na Uniwersytecie Karola, przerwał je jednak, by poświęcić się muzyce. Od 1797 do 1826 roku był dyrygentem we Freihaus-Theater Emanuela Schikanedera. Na początku XIX wieku cieszył się popularnością w środowisku wiedeńskim jako autor singspieli. Przyjaźnił się z Ludwigiem van Beethovenem i dyrygował premierowym wykonaniem Fidelia (20 listopada 1805). Jego uczniem był Franz von Suppé.

## Twórczość
Pisał opery o tematyce historycznej i heroicznej, singspiele, zauberspiele, farsy i trawestacje, często we współpracy z Matthäusem Stegmayerem, który był też autorem librett do wielu utworów Seyfrieda. Największe znaczenie mają jego dramaty sceniczne o tematyce biblijnej. Po przejściu na emeryturę poświęcił się twórczości religijnej i kameralnej. Był autorem prac Albrechtsberger’s Sämmtliche Schriften (1826), Preindl’s Wiener Tonschule (1827) i Ludwig van Beethoven’s Studien im Generalbasse, Contapuncte und in der Compositions-Lehre (1832).